# Olivier de Berranger
Pour les articles homonymes, voir Berranger.
Olivier de Berranger, né le 10 novembre 1938 à Courbevoie (Seine) et mort le 23 mai 2017, est un prélat catholique français. 
Il fut évêque de Saint-Denis de 1996 à 2009.

## Biographie

### Origines familiales
La famille de Berranger fait partie des familles d'ancienne bourgeoisie de Bretagne,. Son fondateur, Jean Berranger (1625-1703) était marchand à Fougères, en Ille-et-Vilaine. Certains de ses descendants ont servi dans l'armée royale.

### Jeunesse et formation
Olivier de Berranger est le quatrième d'une famille de dix enfants. 
Il entre au grand séminaire du Prado avant de poursuive sa formation à Rome au séminaire français et l'Université pontificale grégorienne où il obtient une licence de théologie. 
Il est ordonné prêtre le 4 juillet 1964 pour le diocèse de Versailles.

### Principaux ministères
Après avoir été vicaire à Houilles dans les Yvelines, il est chargé à partir de 1968 de la formation des futurs prêtres du Prado à Limonest dans le Rhône et enseigne la christologie au séminaire Saint-Irénée de Lyon. 
Il part ensuite comme missionnaire fidei donum à Séoul en Corée où il passe 17 années, avant de retourner en France en 1993 pour prendre en charge la formation internationale au Prado. De 1994 à 1996, il est secrétaire du comité épiscopal de la coopération missionnaire et directeur national des Œuvres pontificales missionnaires.
Nommé évêque de Saint-Denis le 6 septembre 1996 pour succéder à Guy Deroubaix, il est ordonné le 19 octobre suivant par le cardinal Jean-Marie Lustiger, archevêque de Paris, Favreau, évêque de Nanterre, et Frétellière, évêque de Créteil.
Le 15 janvier 2009, le pape Benoît XVI accepte sa démission présentée en juin 2008, bien qu'il n'ait pas atteint la limite d'âge, pour lui permettre de rejoindre sa communauté du Prado. Sous son épiscopat, le diocèse a vu sa population catholique diminuer de moitié. 
Au sein de la Conférence des évêques de France, il préside la Commission pour la Mission universelle de l'Église après avoir présidé la Comité pour les relations interreligieuses et les nouveaux courants religieux, ainsi que le Secrétariat pour les relations avec l'islam
Il est nommé, en septembre 2013, aumônier de la maison de retraite Saint-Louis de Versailles par Éric Aumonier.

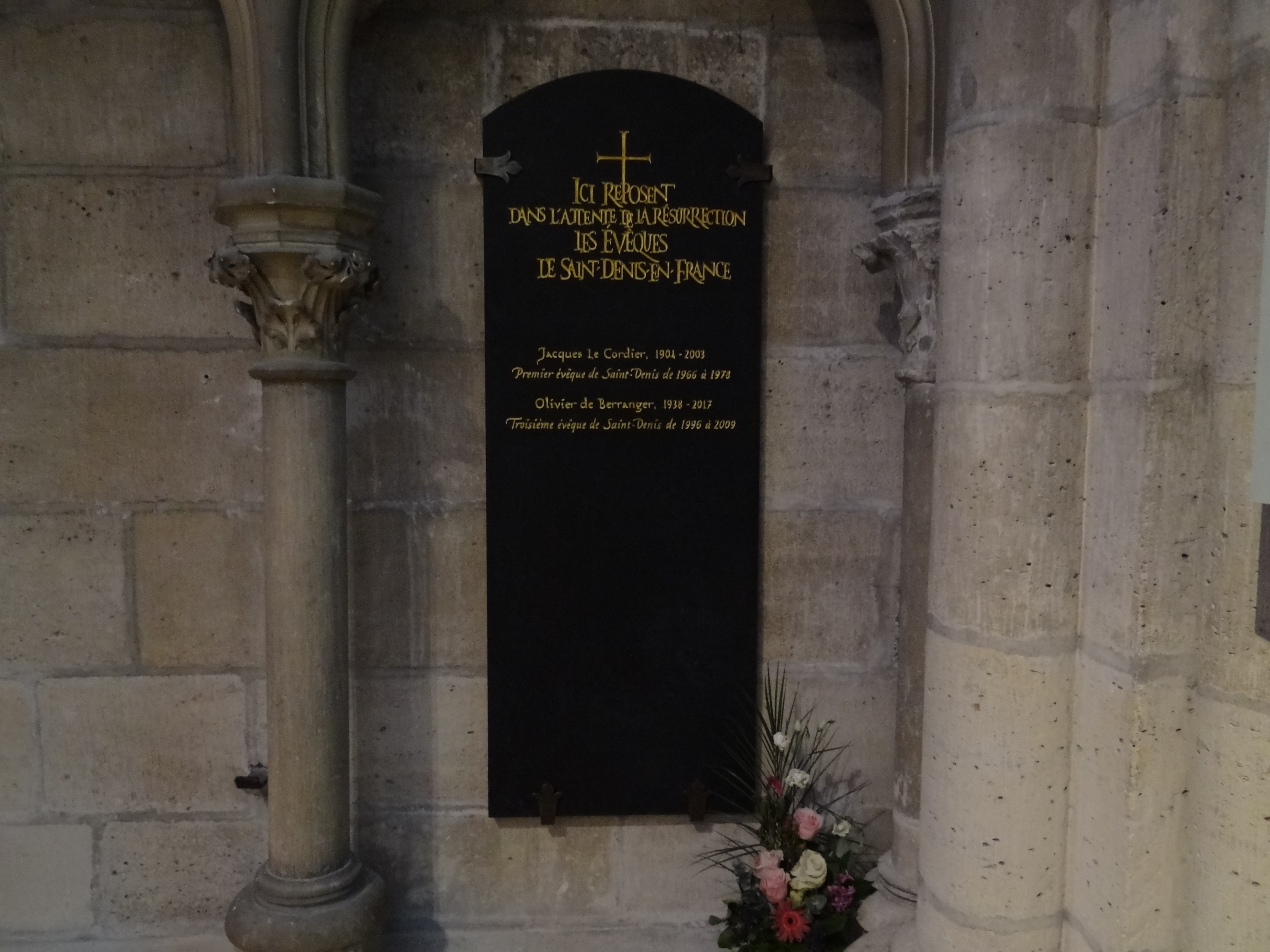
La plaque funéraire dans la basilique-cathédrale de Saint-Denis.

Il meurt le 23 mai 2017. Ses obsèques sont célébrées dans la basilique Saint-Denis le 29 mai 2017 et il est inhumé dans l'une des cryptes.

## Prises de position

### Sur les élections
Avant le second tour de l'élection présidentielle de 2002, il dénonce le discours d'extrême-droite comme opposé des valeurs de l’Église déclarant : « Je ne peux laisser croire que le Front national serait investi d’une quelconque légitimité morale, sous prétexte qu’il utilise des slogans empruntés au catholicisme ! Son idéologie d’intolérance et de xénophobie, son projet nationaliste de repli sur soi, son refus de la différence sont aux antipodes de l’Évangile. »

### Déclaration de repentance
Le 30 septembre 1997, il lit à Drancy la Déclaration de repentance de l'Église catholique française pour son « silence » à propos de la Déportation des Juifs sous Vichy,.

### Étrangers en situation irrégulière
La basilique de Saint-Denis est occupée en avril 1998 par des étrangers sans-papiers, dont il soutient les revendications de régularisation de leur situation administrative.

## Ouvrages
- Par l'amour de l'invisible, éd. Ad Solem (2010)
- L’Évangile selon saint Marc, éd. Parole et Silence, Les Plans, (2008)
- L’Évangile selon saint Jean, éd. Parole et Silence (2007)
- La paix sera le dernier mot de l'histoire, éd. Parole et Silence (2001)
- La politique. 15 questions à l'Église, (propos recueillis par Vincent Villeminot), Paris, Plon/Mame (2003), 221 p.